# Българска бира
Бирата в България се налага като алкохолна напитка през втората половина на ХІХ век, когато започва производството ѝ от чужденци-пивовари от Австро-Унгария, Франция и Швейцария. Дотогава бирата е практически непозната в страната, в която се пие предимно ракия и вино. Днес България се нарежда на 25-о място в света по потребление на бира на глава от населението с 59,5 литра на година.

## История
В средата на XIX век. в България приижда вълна от емигранти от Унгария, където е направен неуспешен опит за революция. Лидерът на унгарското революционно движение Лайош Кошут, заедно с над 1500 поляци и унгарци пристигат първоначално във Видин. През 1849 г. голяма част от емигрантите се заселват в един от най-развитите тогава градове в северната част на Османската империя – Шумен. Именно тук европейските емигранти успяват да катализират много социални и културни събития. През 1850 г. в Шумен емигрантите започват да произвеждат бира за първи път в България. Пивото е широко познато в Европа, но в нашите земи то набира популярност именно от Шумен. Професионалният чешки пивовар Франц-Франтишек Милде основава бирената фабрика „Шуменско“ в Шумен през 1882 г. и помага за основаването на Българската асоциация на пивоварите същата година. Пивото навлиза в страната и в други градове – Французинът Дюкорп, който е работил като железопътен инженер близо до София между 1873 и 1876 г., открива малка пивоварна в Княжево. Чехът Иржи Прошек, който за първи път идва в България през 1873 г., за да работи на същата железопътна линия, забелязва, че местните шопи имат примитивен обичай да варят бира по време на жътвата. Те накисвали ечемика, оставяйки го да покълне, изсушавали го, добавяли гореща вода и див хмел, с естествена ферментация и охлаждане.
В Пловдив през 1876 г. е отворена пивоварна от швейцарските германци Рудолф Фрик и Фридрих Сулцер. Тя се превръща в голяма и модерна фабрика през 1879 – 1881 г. с помощта на швейцарския експерт Кристиан Август Боманти. Производството започва през 1882 г. в района Каменица, в близост до града, и продължава и днес, като дейността му наследява пивоварната „Каменица“. Първата пивоварна във Варна датира от 1884 г., когато предприемачите Касабов и Втичев отварят малка фабрика.
Иржи Прошек и братята му основават пивоварната „Витоша“ в София през 1884 г., купуват малката пивоварна на Дюкорп и притежават избата „Дълбок зимник“. Днес пивоварната „Витоша“ е известна като „Ариана“.
През 1899 г. българските партньори на Милде опитват да го заблудят, така че той купува австрийската пивоварна „Йохан Хаберман“ в Русе (основана през 1876 г.) и започва производство на бира там. Опасявайки се от конкуренция, партньорите бързо плащат дълговете си и Милде се връща в Шумен, оставяйки брат си Себастиан като мениджър на фабриката в Русе.
В края на 19 и началото на 20 век бирата бързо набира популярност сред българската средна класа и голям брой бирарии са създадени в най-големите градове. След Първата световна война има вече 18 пивоварни в България. Освен вече споменатите те включват фабриката в Стара Загора на д-р Кожухаров (1902), фабриката на чехите Малотин и Хозман в Лом, пивоварните „Хаберман“ и „Св. Петка“ в Русе, фабриката „Червен рак“ на германеца Мориц Рат в Плевен, В. Олингер в Кошава и други – във Велико Търново, Горна Оряховица и др.
След Втората световна война, понеже България става част от Източния блок, всички пивоварни са национализирани. След демократичните реформи през 1989 г. българският пазар на бира е доминиран от някои от най-големите мултинационални компании за бира, които приватизират местните пивоварни и произвеждат както местни, така и чуждестранни марки бира. Многобройни фестивали на бирата (бирфест) се организират ежегодно в големите градове в цялата страна, например в София, Пловдив, Плевен, Габрово, Севлиево, Банско, Видин и др.
Най-популярната форма на опаковката е стъклена бутилка, плътно следвана от PET бутилка, която през 2008 г. представлява 41% от опаковките на бира. Някои източноевропейски страни показват тенденция към закупуване на лека бира в големи РЕТ опаковки, за България тази тенденция е основно само за стандартни и икономични марки светло пиво.

## Икономика
Местният пазар на бира произвежда 582 милиона литра годишно. Стандартната светла бира е традиционният избор на българите, но с изкупуването от Heineken, InBev и Carlsberg на местни пивоварни е разширен изборът на потребителите на бира. Тенденциите във вноса и износа на бира са започнали да се разминават – износът се покачва през 2007 г. до 8,4 млн. литра, в сравнение вносът спада до 4,6 млн. литра. България изнася най-вече за съседните страни, като Македония, Румъния или Сърбия, и към страни, където има задгранично население, като САЩ, Великобритания и Испания.

## Български пивоварни и марки
- Марки на Загорка АД (собственост на Heineken):
  - собствени: Ариана, Загорка и Столично;
  - лицензни: Амстел и Хайнекен

- Марки на Каменица АД (собственост на Molson Coors):
  - собствени: Каменица, Астика, Бургаско и Славена;
  - лицензни: Бекс, Старопрамен, Стела Артоа

- Марки на Карлсберг България АД (собственост на Carlsberg Group):
  - собствени: Шуменско и Пиринско;
  - лицензни: Карлсберг, Туборг, Будвайзер Будвар и Холстен

- Марки на „Болярка ВТ" АД:
  - собствени: Болярка, Балканско, Диана, Кингс и Швейк;
  - лицензни: Калтенберг

- Марки на „Ломско пиво" АД:
  - собствени: Алмус, Мизия, Шопско пиво, Дунавско пиво, Гредберг

- Марки на Леденика България 1964 ЕООД:
  - собствени: Леденика

- Марки на Бритос - Велико Търново:
  - собствени: Бритос, Бритос Опушена, Бритос Hoppy Blond

Марки на малки пивоварни и микропивоварни:
- 'Пивоварна Метълхед': Metalhead beer

- „Агрима" АД: Струмско пиво;
- „Бълборг" АД: Бълборг;
- „Бритос" ЕООД: Бритос;
- „Тримекс – Сервиз" АД: Кметско пиво;
- „Пети океан" ООД: Пети океан;
- „Микроспектър" ООД: Галахър;
- „Белинвест – Трявна" ООД: Люкс;
- „Пивоварна 359" ЕООД: Диво пиво.
- „Гларус Крафт Брюинг“: Гларус.
- „Блек Пайн“: Блек Пайн.
- „Фийл Гууд Брю Ко.“: „Айляк“
- "Сервежариа контемпоръня: EVOÉ BEER"
- „Бял щърк бирена компания“ АД
- „Крафт пивоварна Ромбус“